# Tromsø katolska stift

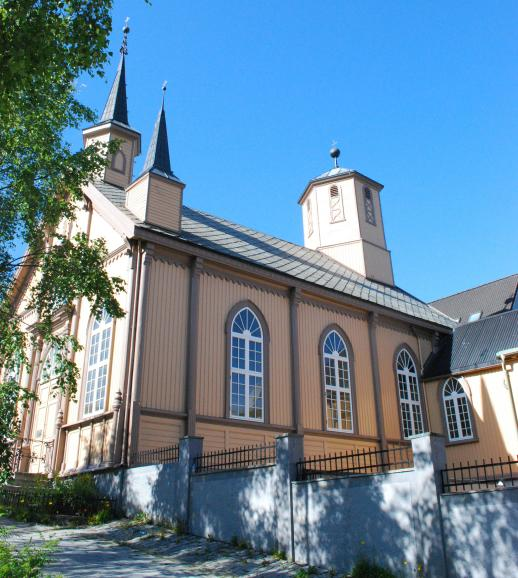
Vår Frue kirke

Tromsø katolska stift är världens nordligaste romersk-katolska biskopssäte.
Domkyrka är Vår Frue kirke i Tromsø, byggd 1861.
Stiftet har cirka 2 000 medlemmar, fördelade på sju församlingar och 13 kyrkor, utspridda över 175 000 km² (inklusive Spetsbergen och Nordkap).

## Historia
Den 8 december 1855 upprättade Vatikanen den apostoliska prefekturen Nordpolsmissionen (Praefectura Apostolica Poli Arctici) med säte i Alta. 
Genom Nordpolsmissionens verksamhet kom flera katolska församlingar att grundas - bland andra St Mikaels församling i Hammerfest, som fortfarande existerar.
1869 upplöste påven Pius IX Nordpolsmissionen och inrättade istället den Apostoliska prefekturen Norge, som uppgraderades till vikariat 1892. 
1931 delades Norge i tre katolska jurisdiktioner. Nordnorge blev ett missionsdistrikt, som uppgraderades:
- 1944 till apostolisk prefektur,
- 1955 till apostoliskt vikariat,
- 1979 till territorialprelatur, med namn efter biskopssätet Tromsø.